# Łąka ostrożeniowa
Łąka ostrożeniowa (Cirsietum rivularis) – zespół (Ass.) w klasyfikacji zbiorowisk roślinnych należący do rzędu (O) Molinietalia caerulae, grupy zespołu (GrAss.) eutroficznych łąk wilgotnych Calthion palustris.
Rzadko spotykane zbiorowisko łąk wilgotnych, najczęściej tworzy powierzchniowo małe fitocenozy w miejscach podmokłych. Gatunkiem dominującym w zespole jest ostrożeń łąkowy (Cirsium rivulare). Spośród innych zbiorowisk łąkowych, zbiorowisko dobrze wyodrębnia charakterystyczna fizjonomia, zwłaszcza podczas kwitnienia ostrożnia łąkowego. W Polsce zespół ostrożnia łąkowego ma cechy zbiorowiska o zasięgu borealno-górskim.
Zbiorowisko to dobrze rozwija się na glebach torfowych i glejowych przy wysokim stanie wody gruntowej. W runie typowej łąki ostrożeniowej dominuje ostrożeń łąkowy, ostrożeń warzywny i rdest wężownik. Z traw najczęściej występują: kostrzewa łąkowa, trzęślica modra, śmiałek darniowy, kłosówka wełnista i owsica omszona. Znaczny jest udział bylin preferujących siedliska wilgotne: skrzyp błotny, olszewnik kminkolistny, kozłek lekarski, tojeść pospolita, przytulia bagienna, mięta nadwodna, komonica błotna, knieć błotna (kaczeniec), dzięgiel leśny. Często występują storczyki, np. kukułka krwista, a czasem pełnik europejski. W wyniku naturalnej sukcesji zbiorowisko zmienia swój charakter zarastając trzciną i innymi ekspansywnymi bylinami.
Zbiorowisko należy do typowych zbiorowisk antropogenicznych. Jego występowanie wymaga stałej ingerencji człowieka. Utrzymanie łąk ostrożeniowych poprzez wykaszanie jest bardzo ważne ze względów biocenotycznych i krajobrazowych. Zaprzestanie wykaszania łąk ostrożeniowych powoduje najczęściej znaczne zubożenie składu florystycznego a łąki stopniowo zmieniają swój charakter w wyniku naturalnej sukcesji. Następuje wkraczanie innych ekspansywnych bylin, co w konsekwencji prowadzi do powstania trzcinowisk lub ziołorośli z dominacją wiązówki błotnej.

## Zastosowanie
Pasza pozyskiwane z łąk ostrożeniowych posiada niską wartość odżywczą.